# サンダーバード4号
| サンダーバード4号 |                                                                          |
| 全長              | 9.14m                                                                    |
| 全幅              | 3.35m                                                                    |
| 本機重量          | 16t                                                                      |
| 速度              | 水中：160ノット(時速296.32km) 水上：40ノット(時速74.08km) 陸上：時速48km |
| 航行可能最大深度  | 9,100m                                                                   |
| 動力源            | 核融合反応炉                                                             |

サンダーバード4号は、SF人形劇『サンダーバード』に登場する架空の原子力潜航艇である。メインパイロットは、トレーシー一家の四男ゴードン・トレーシー。実写映画版ではストーリー都合上、末っ子であるアラン・トレーシーが操縦。オリジナル版の機体色は山吹色、実写映画版は黄色がベースとなっている。

## 機体解説
水中における国際救助隊の活動のために作られた潜航艇で、メインエンジンであるターボ式水流ジェットエンジンを用いて水中及び水上を高速で移動できる他、内蔵されているホバージェットを使用すれば陸上での移動も可能である。
サンダーバードの名を冠するマシンの中では最も小型ながら装備は充実しており、水中探照燈兼用のドーザープレート、電磁吸着パッド、小型万能ミサイル発射管、多機能マニピュレーター、レーザー切断機を機首に装備している。コクピット後部に設けられた気密室にはアクアラングなどの潜水活動機材を搭載している。また、魚雷程度ではびくともしない防御力も備える。

## 発進シークエンス
通常はサンダーバード2号の4番コンテナポッドに格納されたまま現場水域まで輸送されて出動する。国際救助隊本部のトレーシー島から単独で発進する場合もあり、その場合はコンテナポッドがあるサンダーバード2号の格納庫から自走して滑走路へと出庫する。滑走路は先端が傾き、水面へ向かってスロープを形成し、サンダーバード4号はスロープを自走して海へと発進する。サンダーバード4号がコンテナへ帰還し、水上のコンテナポッドが回収されるプロセスは映像化されていない。
例外的に、サンダーバード2号がアメリカ海軍の巡洋艦に誤認攻撃を受けて使用不能となったエピソードでは、当該巡洋艦により救助現場近くまで輸送されたことがあった。

## 活躍
国際救助隊で唯一の水中救助メカのため、水中での活躍を独占している。

## リメイク版スペック

### 2004年版
デザインが旧作と大幅に変更され、役者の演技が見えるようにという監督の要望でコクピットは全部ガラス張りになり、機首のドーザープレートは廃止されて2本のアームが追加された。
- タイプ - 救助潜水艇
- 全長 - 30フィート
- 全幅 - 11フィート
- 水上速度 - 40ノット
- 水中速度 - 160ノット

### ARE GO版
高速潜航艇。水中での作業や調査を行う。背面部には窓とコクピットから直接船外活動に移れるハッチがあり、船体下部には2本のアームが折り畳まれて搭載されているほか、深海での船外活動を補助するユニットが内蔵されている。後部には速やかに救助者を水上に射出するドライチューブ2基を内蔵。旧作同様頑丈な作りであり、強い圧力に耐えられるため第13話では水中以外のレスキューに使用された。なお実写映画版と同じく機首に装備されていた水中探照燈を兼ねたドーザープレートは今作でも廃止された。
- 用途 - 水中探査&救助（UNDERWATER SEARCH & RESCUE）
- 水中速度 - 160ノット
- 機器 - アクティブ4Dソナーアレイ、万能アーム、魚雷、緊急脱出チューブ